# Тополя (Прилуцький район)
Топо́ля —  село в Україні, у Линовицькій селищній громаді Прилуцького району Чернігівської області. Населення становить 28 осіб. До 2020 орган місцевого самоврядування — Богданівська сільська рада.

## Історія
На мапі Шуберта 1869 року - хутір Тополя з 7 дворів.
1926 року у х.Тополя проживало 34 особи.
12 червня 2020 року, відповідно до розпорядження Кабінету Міністрів України № 730-р «Про визначення адміністративних центрів та затвердження територій територіальних громад Чернігівської області», увійшло до складу Линовицької селищної громади.
19 липня 2020 року в результаті адміністративно-територіальної реформи та ліквідації колишнього Прилуцького району село увійшло до складу новоутвореного Прилуцького району Чернігівської області.

## Населення

### Мова
Розподіл населення за рідною мовою за даними перепису 2001 року:
| Мова       | Кількість | Відсоток |
| ---------- | --------- | -------- |
| українська | 27        | 96.43%   |
| російська  | 1         | 3.57%    |
| Усього     | 28        | 100%     |